# Masaaki Tachihara
Masaaki Tachihara (立原 正秋, 6 janvier 1926 - 12 août 1980) est le nom de plume d'un romancier, essayiste, poète et critique littéraire japonais d'origine coréenne de l'ère Shōwa.

## Jeunesse
Tachihara naît en 1926 dans la ville d'Andong, province de Gyeongsangbuk-do en Corée (alors occupée par le Japon), de parents coréens. Son père est un membre de l'ancienne aristocratie coréenne et un officier de l'armée au service de la dynastie Joseon, devenu prêtre zen après l'annexion japonaise de la Corée. Il se suicide lorsque Tachihara est âgé de cinq ans.
Quatre ans après la mort de son père en 1931, Tachihara déménage avec sa mère à Yokosuka, préfecture de Kanagawa au Japon. Son nom coréen est Kim Yun Kyu (金胤奎: 김윤규), mais il change son nom pour celui de Nomura Shintarō (野村 震太郎) quand sa mère épouse un Japonais. Plus tard, il fait enregistrer son nom Kanai Masaaki dans le cadre de la politique sōshi-kaimei, mais après son propre mariage (avec une Japonaise), il change de nouveau son nom pour Yonemoto Masaaki (米本 正秋). Il est naturalisé au Japon en 1947.
Il est étudiant à l'université Waseda à Tokyo, et s'inscrit d'abord à la faculté de droit. Cependant, il se tourne vers le département de littérature, motivé par les romans de Yasunari Kawabata et la critique littéraire de Hideo Kobayashi.
Tachihara est fortement attiré par la culture japonaise médiévale, en particulier le théâtre nô et les jardins japonais traditionnels, et ses romans sont modelés par l'esthétique du traité nô Fushi Kaiden de Zeami. Tachihara s'intéresse aux collections de céramiques, particulièrement beaucoup de pièces de la dybastie Yi. Ce n'est qu'après sa mort que son origine ethnique coréenne est largement connue.

## Carrière
Bakushu (« Blé d'automne »), le premier roman de Tachihara, est publié dans le magazine littéraire Bungei Kenkyukai. Il est bien reçu par les critiques littéraires, ce qui l'amène à décider de devenir écrivain professionnel. En 1958, il publie Tanin no Jiyu (« La Liberté des autres ») dans le magazine Gunzo, suivi de Takigi Noh (« Firelight nô »), Tsurugi-ga-saki (« Cap Tsurugi ») et Urushi no hana (« Fleur de laque »).  
Il remporte la 55e édition du prix Naoki pour son roman Shiroi Kesho (« Pavot blanc », 1965). Il refuse le prix Akutagawa par deux fois car il estime que la récompense nuirait à sa réputation d'auteur de littérature sérieuse. 
Un de ses livres, Wind and Stone, a été traduit en anglais par Stephen W. Kohl.
Tachihara réside à Kamakura, préfecture de Kanagawa de 1950 jusqu'à sa mort d'un cancer de l'œsophage. Avant de mourir, il change officiellement son nom pour Tachihara Masaaki. Sa tombe se trouve au Zuisen-ji à Kamakura.

## Ouvrages (sélection)
- Bakushū (麦秋)
- Tanin no Jiyū (他人の自由), 1958
- Takigi Nō (薪能)
- Tsurugi-ga-Saki (剣ケ崎)
- Shiroi Keshi (白い罌粟)
- Fuyu no Tabi (冬の旅)
- Natsu no Hikari (夏の光)
- Kinuta (きぬた)
- Fuyu no Katami ni (冬のかたみに)